# Stazione di Pieve Vergonte
La stazione di Pieve Vergonte è una stazione ferroviaria impresenziata situata nell'omonimo comune in Piemonte.

## Strutture e impianti
La gestione degli impianti è affidata a Rete Ferroviaria Italiana controllata del gruppo Ferrovie dello Stato.
Il fabbricato viaggiatori è interamente chiuso ai passeggeri. Esso è una tipica casa in ardesia che si compone su due piani.
La stazione ha due binari. Al binario 1 (quello propinquo al fabbricato viaggiatori) è presente una banchina in autobloccanti coperta da una tettoia per l'attesa. Il binario 2, invece, possiede una zona rialzata in terra battuta non coperta. L'attraversamento dei binari avviene a raso, tramite passerella, poiché non è presente il sottopassaggio.
È presente lo scalo merci (rivestito sempre in ardesia su modello del FV) sebbene la sua attività risulti ormai cessata mentre è ancora attiva al 2014 una diramazione che può condurre la ferrovia allo stabilimento chimico di Pieve Vergonte, quotidianamente servita da alcune tradotte originanti da Villadossola e Domodossola. Fino al 1998, anno di elettricazione della linea, una motrice diesel D.345 - raramente una D.343 - era sempre in sosta a Villadossola per espletare questo servizio. Con l'elettrificazione vengono impiegate motrici elettriche, anche se casualmente l'utilizzo ricade su una D.145 di Milano Smistamento distaccata a Domodossola.

## Movimento
Il servizio viaggiatori è effettuato da Trenitalia società del gruppo Ferrovie dello Stato.

## Servizi
La stazione, classificata in categoria "bronze" da RFI, non dispone di alcun servizio, nemmeno quello di biglietteria.